# Абашидзе, Тамара Аслановна
Тамара Аслановна Абашидзе (22 апреля [4 мая] 1892 — 16 мая 1960) — грузинская советская актриса. Народная артистка Грузинской ССР (1950).

## Биография
Дебютировала в 1913 году в любительских спектаклях в городе Чиатуре. Обучалась в театральной студии в Ростове (1916). С 1921 выступала в районных театрах Грузии: в Кутаиси, Чиатуре, Гори и др. Исполняла героико-драматические и комедийные роли: Ханума в одноимённой пьесе Цагарели, Кручинина, Васса Железнова и др.
Уже зрелой актрисой снялась в двух выдающихся грузинских фильмах, создав в них яркие образы пожилых женщин:
- 1954 год — Эллите, бабушка Маринэ, в комедийном фильме Сико Долидзе и Левана Хотивари «Стрекоза»
- 1956 год — бабушка Дато в фильме Резо Чхеидзе «Наш двор»